# De zee-suite
De zee-suite is een compositie van Frank Bridge.

## Geschiedenis
Alhoewel in het begin van de 21e eeuw de kamermuziek van Bridge zich in een flinke belangstelling mocht verheugen, bleef deze suite veruit zijn bekendste werk, vooral in het Verenigd Koninkrijk. Bridge schreef meer werken voor symfonieorkest maar volgde daarin eigenlijk nooit een programma. Dat is in deze suite anders. De vier titels van de delen verwijzen bijvoorbeeld naar de zee. De zee is vanaf het begin ook duidelijk aanwezig; in het eerste deel Seascape laat Bridge een golf horen, een crescendo gevolgd door een climax met daarop meteen een sterk decrescendo. Deze “golf” wordt gespeeld door de altviolen (Bridge speelde zelf altviool). Bridge schreef het grootste deel van het werk in Eastbourne nabij Het Kanaal en waarschijnlijk had hij ook die zeearm in gedachten bij het werk. In Eastbourne was al eerder een werk geschreven over de zee. Claude Debussy voltooide er zijn La Mer. De werken staan echter lijnrecht tegenover elkaar. Waar Debussy zich sterk inhoudt, laat Bridge alle remmen los (wel op zijn Brits) met een uitbundige storm op zee.

## Muziek
De muziek is zo programmatisch dat Bridge er een voorwoord bij schreef:
- Deel 1 (Allegro ben moderato), Bridge: Seascape paints the sea on a summer morning. From high drifts is seen a great expanse of waters lying in the sealight. Warm breezes play over the surface.
- Deel 2 (Allegro vivo), Bridge: Sea-foam froths among the low-lying rocks and pools on the shore, playfully, not stormy.
- Deel 3 (Adagio ma non troppo). Bridge: Moonlight paints a calm sea at night. The first moonbeams are stuggling to pierce through dark clouds, which eventueally pass over., leaving the sea shimmering in full moonlight
- Deel 4 (Allegro energico – allegro moderato e largamente), Bridge: Finally a raging Storm. Wind, rain and temptuous seas, with the lulling of the storm an allusion to the First number is heard enad which may be regarded as the sea-lover’s dedication to the sea.

## Eerste uitvoering
Het werk kreeg haar eerste uitvoering tijdens de Proms van 1912. Bridges vriend Henry Wood dirigeerde het Queen’s Hall Orchestra op 24 september 1912. Het bleef er niet bij dat De zee Bridges bekendste en populairste werk werd; ook tijdens de Promsconcert bleef het populair. Tot aan 2012 werd het werk twintigmaal uitgevoerd tijdens de concertseries (laatste in 1999).

### Programma
Het was een lange avond 24 september 1912 in de Queen's Hall:
- Bedrich Smetana: De verkochte bruid ouverture
- Jacques Offenbach: Les contes d'Hoffmann Entr’acte acte 2
- Max Bruch: Odysseus, opus 41 aria Ich wob dies Gewand uit dit oratorium
- Frank Bridge: De zee-suite
- Joachim Andersen: Ballade et danse des Sylphes opus 5
- Franz Liszt: Hongaarse rapsodie nummer 2 (S349)
- Wolfgang Amadeus Mozart: Acht Duitse dansen in een bewerking van Steinbach
- Modest Moessorgski: Rayok (bariton en orkest bewerking van Wood)
- Jean Sibelius: En saga opus 9

Pauze
- Emmanuel Chabrier: Espana
- Johannes Brahms: Von ewiger Liebe uit Vier liederen opus 43
- Hermann Löhr: Little grey home in the west en There is a hill by the sea
- Ferdinand Hérold: Zampa ouverture

## Orkestratie
- 3 dwarsfluiten waarvan 1 ook piccolo, 2 hobo’s, 1 althobo, 2 klarinetten, 1 basklarinet, 2 fagotten, 1 contrafagot
- 4 hoorns, 3 trompetten, 3 trombones, 1 tuba
- pauken, triangel, kleine trom, bekkens, grote trom, 1 harpen
- violen, altviolen, celli, contrabassen

## Discografie
Er zijn meerder uitgaven van dit werk te koop.